# Stazione di Napoli Centrale
A Napoli Centrale egy vasúti fejpályaudvar Nápolyban, Olaszországban. Az ország hatodik legforgalmasabb pályaudvara, a vágányok délkeleti irányból érkeznek. Nápoly történelmi központjának keleti részén fekszik, a Piazza Garibaldin. A Trenitalia mellett a Metrocampania Nord-Est, Circumvesuviana magánvasúttársaságok is használják. Földalatti része is van (ennek neve Napoli Piazza Garibaldi), amely a Nápoly alatt futó vasúti alagút délkeleti végállomása. Ezt a földalatti állomást a nápolyi metró használja, valamint nagysebességű vonatok, amelyek a déli országrészek felől érkeznek és Nápolyt csak érintik.

## Forgalom
Óránként indulnak nagysebességű vonatok (Eurostar Italia) Róma, Firenze, Bologna, Milánó felé. Két órás időközönkénti kapcsolata van Torinóval, Velencével, Veronával, Anconával, Barival és Reggio Calabriával. Naponta több vonat indul Trieszt, Udine, Bolzano, Taranto, Savona, Pisa irányában. A tranzitáló vonatok a város alatt, a 2-es metró alagútjában közlekednek, ezzel csökkentve a menetidőt. A főpályaudvar alatti metrómegálló bővítve van két sínpárral ezen vonatok fogadása céljából. Ugyanakkor a pályaudvar jelentős ingaforgalmat bonyolít le. A nápolyi főpályaudvar egyike a kiemelt tizenkét olasz pályaudvarnak (Grandi Stazioni), amelyeket a következő években átalakítanak és kereskedelmi központtá bővítenek.

## Vasútvonalak
- Róma–Cassino–Nápoly-vasútvonal
- Róma–Formia–Nápoly-vasútvonal
- Nápoly–Battipaglia-vasútvonal
- Nápoly–Foggia-vasútvonal
- Róma–Nápoly nagysebességű vasútvonal
- Nápoly–Salerno nagysebességű vasútvonal